# Simulium cruszi
Simulium cruszi är en tvåvingeart som beskrevs av Davies och Gyorkos 1992. Simulium cruszi ingår i släktet Simulium och familjen knott.
Artens utbredningsområde är Sri Lanka. Inga underarter finns listade i Catalogue of Life.